# Gryphaea
Gryphaea és un gènere extint de mol·luscs bivalves de l'ordre dels ostreides, que van del Triàsic mitjà (fa uns 242 milions d'anys) fins l'Eocè superior (fa 33,9 milions d'anys). Es tracta d'un gènere de bivalves articulats fòssils de la família dels grifèids, com el gènere Exogyra, molt comuns en el registre fòssil d'Anglaterra.

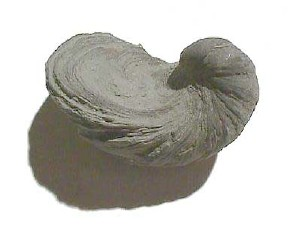
Fòssil bivalve Gryphaea arcuata del Juràssic d'Anglaterra

Vivien en el llit marí a poca profunditat i possiblement en grans colònies. Les Gryphaea fòssils es caracteritzen per tenir una gran valva exageradament corbada que restaria enfonsada pel seu propi pes en el fang marí i una de petita i plana que actuaria com a ‘tapa’. Són molt característiques les bandes prominents de creixement que presenten ambdues valves.
Aquesta forma particular de la closca respon a l'adaptació a un fons marí mòbil. El creixement ràpid de la valva inferior (esquerra) permetia elevar-se per sobre les turbulències del fons fangós i l'estabilitat era garantida pel gruix de la zona de l'umbe d'aquesta valva inferior.